# جون آرنه بيترسن
جون آرنه بيترسن (بالدنماركية: Knud Arne Petersen)‏ هو مهندس معماري دنماركي، ولد في 5 أغسطس 1862 في كوبنهاغن في الدنمارك، وتوفي بنفس المكان في 27 يونيو 1943.

## معرض صور

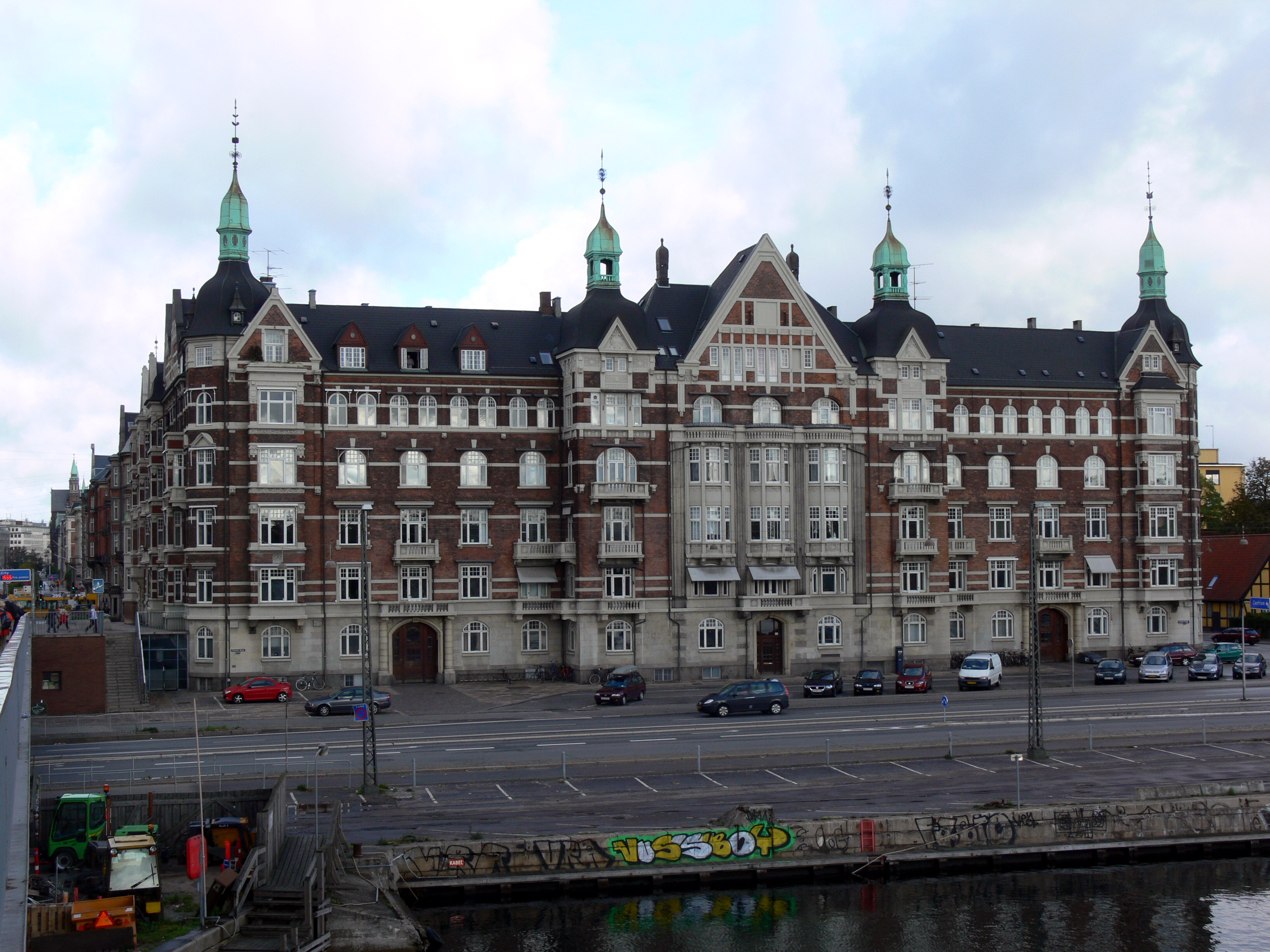
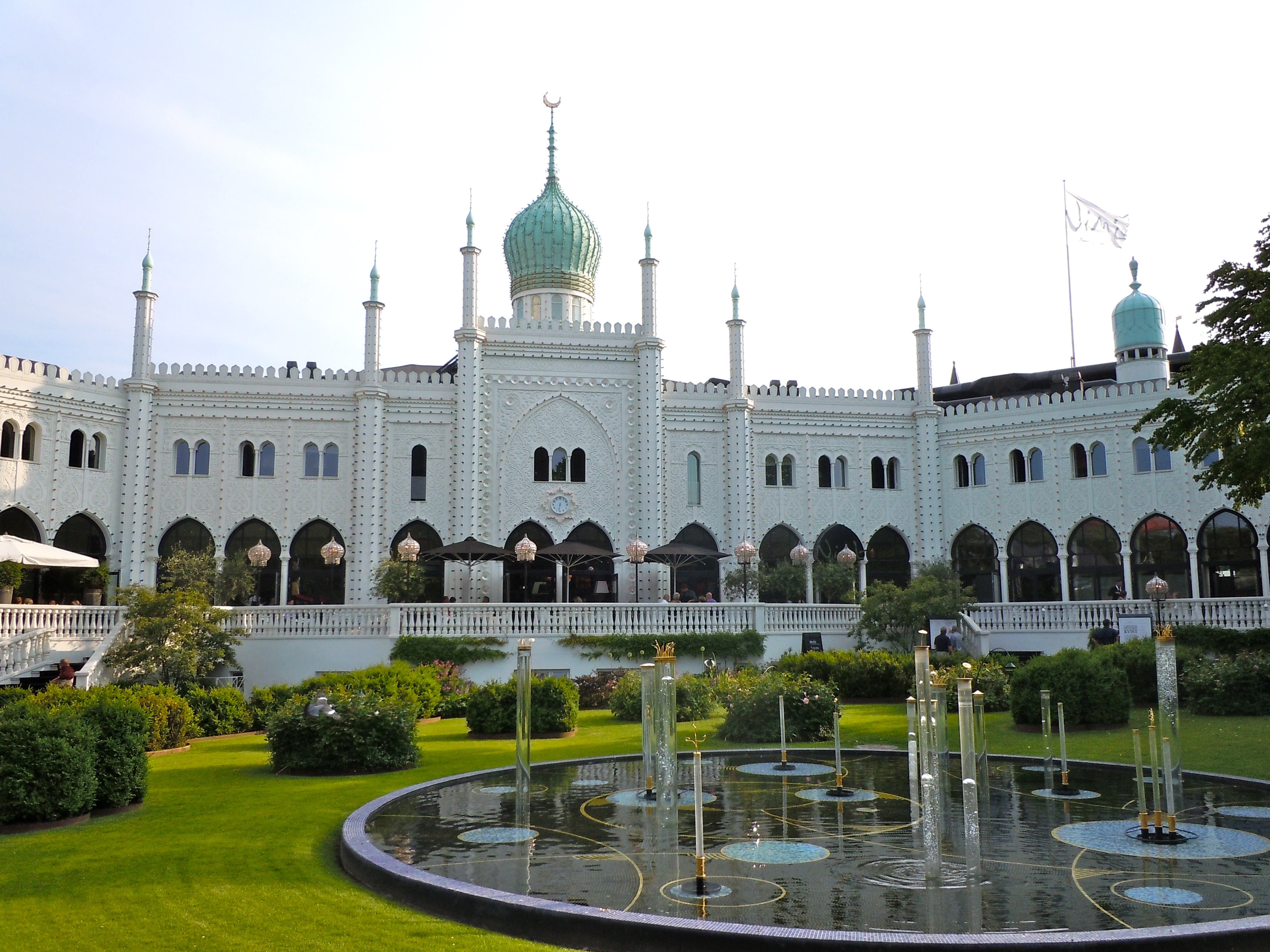
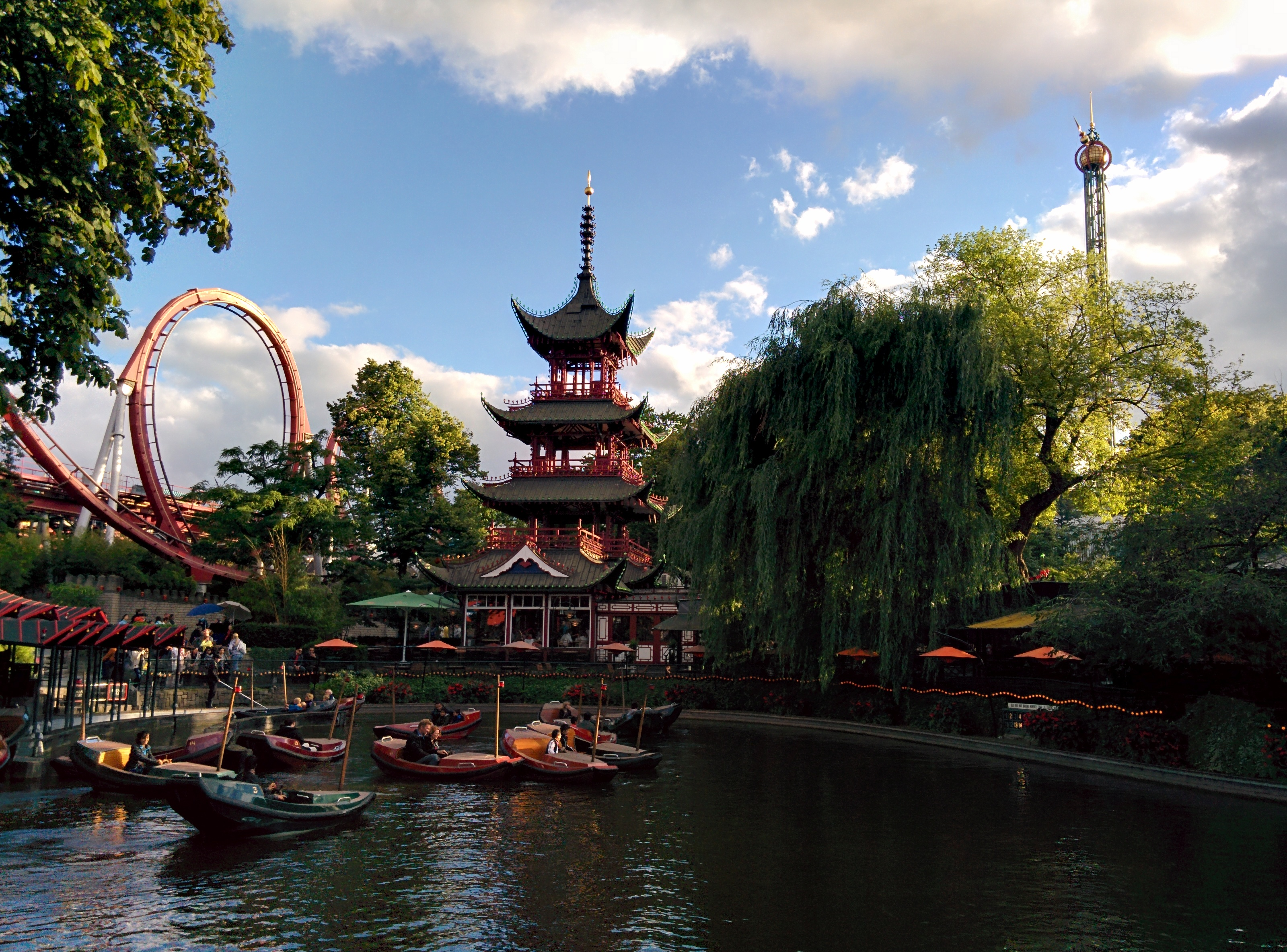